# Csányi János (ügyvéd)
Csányi János (Kecskemét, 1788. március 30. – Kecskemét, 1870. június 29.) főbíró, tanácsnok, hites ügyvéd.

## Élete
Apja Csányi János iparos volt. Kecskeméten járt elemibe, Pesten végezte a középiskolát, majd a debreceni kollégiumban tanult.
1810. szeptember 10-én felesküdött ügyvédnek, majd szülővárosában működött tíz évig. 1820. november 1-jén Kecskemét város tiszti főügyésze lett. 1826 novemberében megválasztott tanácsnoknak, majd 1826 és 1830 között főjegyző volt. 1841 és 1844 között a város főbírája volt, ezután tanácsnokként tevékenykedett 1848-ig.
Az 1848-as törvények szerint végbevitt tisztújítás alkalmával újfent kiérdemelte a főbírói tisztet. A forradalom és szabadságharc idején is higgadtan és megfontoltan vezette a várost. 1849 júliusában, amikor bevonult a városba az osztrák tábor, ő mentette meg Kecskemétet a katonák dühétől, a feldúlástól és a kirablástól.
Főbírói tevékenységét 1851-ig végezte, ekkor a járásbíróság elnöke lett, működése során mindig a város érdekeit szolgálta és nem a hatalom vakon engedelmeskedő híve volt. Minden egyes rendeletet csakis úgy foganatosított, hogy előtte felvilágosította annak hátrányáról a feljebbvalóit, emiatt pedig gyakorta rendre utasították. Többek között ez vezetett ahhoz, hogy a bíróságot 1854-ben történt újjászervezése alkalmával Csányit kitűnő jogász és nagy törvényismerő volta ellenére mellőzték.
1855. november 24-től 1861 januárjáig Kecskemét város bizalmi tanácsnoka volt, majd 1861 februárjának elején polgármesterré választották. 1862-ig volt töltötte be ezt a tisztséget, majd 1862 decembere és 1866 között újfent a városi tanács tagja volt. 1867 elején nyugállományba került, ugyanis szélhűdés kapott és nem tudta hivatali teendőit ellátni. Érdemei elismerése gyanánt a tanács életfogytiglani nyugdíjat biztosított neki. A város irányításán túl Csányinak arra is volt gondja, hogy az utókor megismerje az akkori Kecskemétet.
Munkái hírlapokban jelentek meg. A Társalkodó 1840-es évfolyamában ő irányította a közfigyelmet Katona Józsefre és ő írt róla először életrajzot. A Tudományos Gyűjteményben Kecskemét város pecsétjéről, a Vasárnapi Ujságban Kecskemét tanintézeteiről értekezett.